# Acronicta asignata
Acronicta asignata là một loài bướm đêm trong họ Noctuidae.